# Sminthopsis crassicaudata
El ratón marsupial de cola gruesa o dunnart de cola gruesa (Sminthopsis crassicaudata) es una especie de marsupial dasiuromorfo de la familia Dasyuridae propia de Australia.

## Características
Es un pequeño marsupial parecido a un ratón. Tiene un tamaño corporal medio de 60-90 mm con una cola de 45-70 mm. Las orejas miden 14-16 mm. Su peso varía entre 10 y 20 gramos, lo que le convierte en uno de los marsupiales carnívoros más pequeños. La cola se vuelve gruesa a unos cuantos milímetros del ano, hasta la punta de la cola.

## Reproducción
Esta especie se reproduce de julio a febrero, y las crías permanecen en la bolsa de julio a abril (Mortón 1978b). La duración de la gestación es de 13 días, y el promedio es de 7,5 crías con un 33% de mortalidad infantil. Las crías permanecen en la bolsa durante 70 días. Generalmente tienen dos camadas al año. El promedio de vida de las hembras es de 18 meses y el de los machos es de 15 meses.